# Astana Womens 3 2012
L'Astana Womens 3 2012 è stato un torneo di tennis facente parte della categoria ITF Women's Circuit nell'ambito dell'ITF Women's Circuit 2012. Il torneo si è giocato a Astana in Kazakistan dal 16 luglio al 22 luglio 2012 su campi in cemento e aveva un montepremi di $25,000.

## Vincitori

### Singolare
Luksika Kumkhum ha battuto in finale  Nudnida Luangnam 3–6, 6–3, 6–3

### Doppio
Luksika Kumkhum /  Varatchaya Wongteanchai hanno battuto in finale  Veronika Kapšaj /  Ekaterina Jašina 6–2, 6–4